# Миз, Эдвин
Эдвин Миз (англ. Edwin Meese; род. 2 декабря 1931, Окленд, Калифорния) — американский юрист и политик.
Окончил Йельский университет в 1953 году, возглавлял Ассоциацию дебатов Йельского политического союза. Позже изучал право в Калифорнийском университете в Беркли. В 1967 году присоединился к администрации губернатора Калифорнии Рональда Рейгана, с 1969 по 1974 работал в качестве руководителя аппарата губернатора Рейгана. С 1977 по 1981 Миз работал профессором права в Университете Сан-Диего.
После того, как Рейган был избран президентом США, Миз был его советником с 1981 по 1985 год, он также входил в состав кабинета и Совета национальной безопасности. Он занимал пост генерального прокурора США с 1985 по 1988 год.